# Limonil
GRES Limonil é uma escola de samba do Recife, sendo uma das mais antigas em atividade na capital pernambucana. Foi campeã do grupo 1 em 2009, ascendendo ao Grupo Especial para o ano de 2010.

## Carnavais
| Ano  | Colocação   | Grupo               | Enredo                                                                               | Carnavalesco                   |
| ---- | ----------- | ------------------- | ------------------------------------------------------------------------------------ | ------------------------------ |
| 1983 |             |                     | O Mundo fantástico de Monteiro Lobato                                                | Claudio Menezes e Vater Afonso |
| 2010 | 4°Lugar     | Especial            | Da pamonha à canjica, o meu milho dá samba                                           |                                |
| 2011 | Vice-Campeã | 1 (segunda divisão) | Festa dos signos                                                                     |                                |
| 2012 | 3° Lugar    | Especial            | Da primeira união aos vários tipos de casamento, Limonil canta a saga da vida a dois | Magno Kennedy                  |
| 2013 | 6° Lugar    | Especial            | Festa de Parintins é show!                                                           |                                |
| 2014 |             | 1 (segunda divisão) | Hoje eu sou Limonil, e a Limonil é Gabriela                                          | Magno Kennedy                  |